# Survivor: Kostarika
Survivor: Kostarika (hrv. Opstanak: Kostarika) je hrvatski i srbijanski natjecateljsko-avanturistički showtemeljen na izvornoj američkoj inačici „Survivor”. Sezona serijala krenula je s emitiranjem 12. ožujka 2012. na RTL Televiziji. U Srbiji je emisija krenula s prikazivanjem istoga dana na Prvoj srpskoj televiziji.

## O emisiji
Emisija je napravljena u suradnji Vision Team produkcije i Prve srpske televizije. Prve tri sezone "Panama", "Filipini" i "VIP: Filipini" emitirane su u Srbiji, BiH, Makedoniji, Sloveniji i Crnoj Gori. "Survivor: Kostarika" je prva sezona u kojoj sudjeluju hrvatski natjecatelji i koja se emitirala na hrvatskom televizijskom kanalu.

## Pravila natjecanja
Natjecatelji su podijeljeni u dva plemena. Svako pleme ima svoje ime, zastavu i određenu boju, a početni zadatak je izgraditi sklonište od materijala koje nađu u okruženju u kojem se nalaze, ali i od sredstava koja dobivaju kao nagradu tijekom natjecanja. Ovisno o godišnjem dobu u kojem se nalaze, dobivaju i minimalan broj predmeta za preživljavanje – najčešće su to noževi, kante za vodu i voda za piće. Vatru također moraju paliti na različite načine, obično onako kako su to činili naši preci, ali postoji mogućnost da kroz uspješno izvršenje zadatka osvoje sredstva za paljenje.
Pred plemenima se nalaze različiti izazovi koji iziskuju i fizički i psihički napor. A svi imaju isti cilj – osvojiti imunitet i spasiti se od izbacivanja iz showa. Natjecatelji često moraju prolaziti kroz testove izdržljivosti, timskog rada, ali prije svega snage volje. No bit će i onih kojima je draže pokazati koliko su snalažljivi u prikupljanju namirnica i kuhanju lokalne hrane.
Postoje dvije vrste izazova: Nagrada i Imunitet. U nagradnom izazovu natjecatelji se bore osvojiti 'luksuzne' stvari koje im nisu neophodne za osnovni život, ali olakšavaju boravak i čine ga ugodnijim, poput šibica, kremena, kraćih putovanja dalje od kampa…
U izazovu Imunitet natjecatelji se bore za zaštitu od izbacivanja, koje se događa na posebnoj ceremoniji, a koju izvodi 'Plemensko vijeće'.
Kada u natjecanju ostane manji broj kandidata, dolazi do spajanja plemena i od tog trenutka borba za rješavanje zadataka postaje individualna!
Ipak, sama igra puna je iznenađenja i preokreta pa tako postoji mogućnost da prije ujedinjenja plemena razmijene svoje članove, nekad slučajnim izborom, a nekad pregovorima dvaju kapetana plemena.
Kako bi se igra dodatno zakomplicirala, postoji i skriveni idol koji daje imunitet, a natjecatelj ga treba pronaći. To je maleni predmet koji se uklapa u ambijent zemlje u kojoj se nalaze, a obično je skriven blizu kampa. U pojedinom ciklusu samo jedan natjecatelj smije tražiti imunitet.
Kada igrač pronađe predmet, može ga iskoristiti u različite svrhe poput cjenkanja s drugim igračima za savez ili, pak, oko glasovanja za izbacivanje. Predmet ga štiti od izbacivanja, ali samo do određenog nivoa igre. Natjecatelj može birati hoće li pokazati skrivenog idola drugima. U svakom slučaju, ostali natjecatelji ne mogu ukrasti ili na bilo koji drugi način prisvojiti predmet tog određenog natjecatelja.

## Voditelji
Srpsku verziju emisije četiri sezone zaredom je vodio crnogorski glumac i voditelj Andrija Milošević. U "Survivor: Kostarici" pridružila mu se hrvatska televizijska voditeljica Marijana Batinić, dok je u studiju hrvatska voditeljica Antonija Blaće i srpski voditelj Milan Kalinić.

## Natjecatelji
| Natjecatelj                                                                | Originalno pleme | Promiješano pleme | Ujedinjeno pleme | Konačni ishod                                       | Otok odbačenih                                | Ukupno glasova |
| -------------------------------------------------------------------------- | ---------------- | ----------------- | ---------------- | --------------------------------------------------- | --------------------------------------------- | -------------- |
| Aleksandra Nakova 23, Đevđelija, Makedonija Manekenka                      | Boruka           | Boruka            |                  | 4. izglasana 13. dan                                | 3. eliminirana 14. dan Diskvalificirana       | 9              |
| Stanija Dobrojević 27, Ruma Starleta                                       | Boruka           |                   |                  | 3. izglasana 10. dan                                | 5. eliminirana 17. dan Diskvalificirana       | 5              |
| Mia Begović 49, Zagreb, Hrvatska Glumica                                   | Matambo          |                   |                  | 2. izglasana 7. dan                                 | 1. eliminirana 1. član velikog vijeća 9. dan  | 5              |
| Jelena Maćić 44, Beograd Šminkerica                                        | Matambo          |                   |                  | 1. izglasana 4. dan                                 | 2. eliminirana 2. član velikog vujeća 11. dan | 5              |
| Radovan Stošić 28, Zagreb, Hrvatska Mister Hrvatske                        | Matambo          | Matambo           |                  | 6. izglasan 16. dan                                 | 4. eliminiran 3. član velikog vijeća 17. dan  | 7              |
| Žarko "Žare" Berber 43, Skoplje, Makedonija Voditelj                       | Boruka           | Boruka            |                  | 5. izglasan 16. dan                                 | 6. eliminiran 4. član velikog vijeća 20. dan  | 4              |
| Neven Ciganović Vraćen u igru                                              | Matambo          | Boruka            |                  | 8. izglasan 22. dan                                 | 6. eliminiran 23. dan                         | 4              |
| Marko Karadžić Vraćen u igru                                               | Matambo          | Boruka            |                  | 7. izglasan 19. dan                                 | Pobjednik 23. dan                             | 7              |
| Neven Ciganović 42, Zagreb, Hrvatska Stilist                               | Matambo          | Boruka            | Sibu             | 9. izglasan 5. član velikog vijeća 25. dan          |                                               | 7              |
| Marko Karadžić 36, Beograd Političar                                       | Matambo          | Boruka            | Sibu             | 10. izglasan 6. član velikog vijeća 25. dan         |                                               | 9              |
| Ognjen Kajganić 36, Beograd Rukometaš                                      | Boruka           | Matambo           | Sibu             | 11. izglasan 7. član velikog vijeća 28. dan         |                                               | 6              |
| Maja Lena Lopatni 21, Zagreb, Hrvatska Studentica                          | Matambo          | Matambo           | Sibu             | 12. izglasana 8. član velikog vijeća 31. dan        |                                               | 11             |
| Aleksandra "Aleks" Grdić 33, Virovitica, Hrvatska Foto-model/Miss Hrvatske | Boruka           | Matambo           | Sibu             | 13. izglasana 9. član velikog vijeća 34. dan        |                                               | 4              |
| Ava Karabatić 24, Split, Hrvatska Starleta                                 | Boruka           | Boruka            | Sibu             | 14. izglasana 10. član velikog vijeća 34. dan       |                                               | 16             |
| Martina Vrbos 28, Zagreb, Hrvatska Pjevačica                               | Matambo          | Boruka            | Sibu             | Eliminirana u borbi 11. član velikog vijeća 37. dan |                                               | 2              |
| Kristina Bekvalac 27, Novi Sad Modna kreatorica                            | Matambo          | Matambo           | Sibu             | Eliminirana u borbi 12. član velikog vijeća 37. dan |                                               | 5              |
| Sebastijan Flajs 29, Samobor, Hrvatska Snowboarder                         | Boruka           | Matambo           | Sibu             | Četvrto mjesto                                      |                                               | 1              |
| Nikola Šoć 26, Cetinje, Crna Gora Maneken                                  | Matambo          | Matambo           | Sibu             | Treće mjesto                                        |                                               | 3              |
| Milan Gromilić 33, Beograd Baletan                                         | Boruka           | Boruka            | Sibu             | Drugo mjesto                                        |                                               | 65             |
| Vladimir "Vlada" Vuksanović 24, Beograd Maneken                            | Boruka           | Boruka            | Sibu             | Jedini preživjeli                                   |                                               | 0              |

Ukupno glasova – broj glasova koje su natjecatelji primili tijekom plemenskih savjeta, čime su izglasani iz natjecanja. Ovo ne uključuje glasove s posljednjeg plemenskog savjeta, na kome su glasovi za pobjednika.

## Vanjske poveznice
- Službena stranica  Arhivirana inačica izvorne stranice od 23. kolovoza 2017. (Wayback Machine)
- Arhivirana inačica izvorne stranice od 25. ožujka 2012. (Wayback Machine)